# Vincent Sauer
Vincent Sauer (* 1996 in München) ist ein deutsch-US-amerikanischer Schauspieler.

## Leben
Sauer studierte von 2015 bis 2019 Schauspiel am Thomas-Bernhard-Institut des Mozarteums in Salzburg. 2017 spielte er im Stück Kasimir und Karoline unter der Regie der 600 Highwaymen im Rahmen der Salzburger Festspiele. Von 2018 bis 2019 spielte er am Schauspielhaus Düsseldorf, unter anderem in Abiball (Uraufführung) unter der Regie von Robert Lehninger. 2019 wechselte er an das Münchner Volkstheater, dort spielte er unter anderem in hyper (Uraufführung) unter der Regie von Florian Schaumberger, Europa flieht nach Europa unter der Regie von Anna Marboe und in Was ihr wollt unter der Regie von Christian Stückl.

## Filmografie (Auswahl)
- 2017: Das doppelte Lottchen (Film)[2]
- 2020: In aller Freundschaft – Die jungen Ärzte (Fernsehserie)
- 2021: Boys don’t cry (Kurzfilm)[4]
- 2021: Der Fluss ist sein Grab. Ein Krimi aus Passau (Film)

## Hörspiele (Auswahl)
- 2022: Robert Hültner: Kajetan und die Betrüger (2 Teile) (Dori Zunhammer) – Regie: Stefanie Ramb (Hörspielbearbeitung, Kriminalhörspiel – BR)
- 2024: Hans Christoph Böhringer: Mein Leben als Spam (8 Folgen) (Liel Malka) – Regie: Pauline Seiberlich (Original-Hörspiel, Science-Fiction-Hörspiel – BR)

Quelle: ARD-Hörspieldatenbank

## Theater (Auswahl)
- 2017: Kasimir und Karoline – Salzburger Festspiele
- 2018–2019: Abiball – Düsseldorfer Schauspielhaus
- 2019: Hamlet – Düsseldorfer Schauspielhaus
- 2020: Das hässliche Universum – Münchner Volkstheater
- 2021: Übergewicht, unwichtig: Unform. – Münchner Volkstheater
- 2022: hyper – Münchner Volkstheater
- 2023: Europa flieht nach Europa – Münchner Volkstheater
- 2023: Was ihr wollt – Münchner Volkstheater